# Gyrothrix microsperma
Gyrothrix microsperma är en svampart som först beskrevs av Franz Xaver von Höhnel, och fick sitt nu gällande namn av Piroz. 1962. Gyrothrix microsperma ingår i släktet Gyrothrix, divisionen sporsäcksvampar och riket svampar.   Inga underarter finns listade i Catalogue of Life.